# Don Maloney
Donald Michael „Slip“ Maloney (* 5. September 1958 in Lindsay, Ontario) ist ein ehemaliger kanadischer Eishockeyspieler und -funktionär, der im Verlauf seiner aktiven Karriere zwischen 1974 und 1991 unter anderem 859 Spiele für die New York Rangers, Hartford Whalers und New York Islanders in der National Hockey League auf der Position des Centers bestritten hat. Von 2007 bis 2016 fungierte Maloney, der als Spieler zweimal am NHL All-Star Game teilnahm, als General Manager der Phoenix bzw. Arizona Coyotes. Seit April 2023 ist er als President of Hockey Operations der Calgary Flames tätig.

## Karriere

### Spielerkarriere
Der Kanadier begann seine Karriere 1974 bei den Kitchener Greenshirts und ging anschließend von 1974 bis 1978 für die Kitchener Rangers in der Ontario Major Junior Hockey League aufs Eis. Während dieser Zeit wurde er beim NHL Amateur Draft 1978 in der zweiten Runde an insgesamt 26. Position von den New York Rangers ausgewählt. Zu Beginn der Saison 1978/79 stand Maloney im Kader der New Haven Nighthawks, dem damaligen Farmteam der Rangers, in der American Hockey League. Im Verlauf derselben Spielzeit wurde er nach konstanten Leistungen in den NHL-Kader der Rangers berufen und danach durchgehend als Stammspieler in der National Hockey League eingesetzt. Maloney qualifizierte sich mit den Rangers für die Play-offs und besiegte in den ersten beiden Runden die Los Angeles Kings und Philadelphia Flyers. In der dritten Runde konnte der Stadtrivale, die New York Islanders, in sechs Partien bezwungen werden und daraufhin der Einzug in die Finalspiele um den Stanley Cup realisiert werden. In fünf Partien ging die Finalserie jedoch gegen die Canadiens de Montréal verloren. In den folgenden Jahren gelang es dem Center seine Punkteausbeute zu steigern und in der darauf folgenden Saison mit 73 Punkten in der regulären Saison seinen Karriererekord in der NHL zu erreichen.
Bis zum Ende der Saison 1983/84 gelangen ihm fünf Jahre in Folge mindestens 20 Saisontore für die Rangers. Beim NHL All-Star Game im Jahr 1984, bei dem er mit dem Team der Wales Conference All-Stars teilnahm, wurde er nach seinen vier Scorerpunkten zum Most Valuable Player des Spiels gewählt. Maloney hatte dabei sein Team zu einem 7:6-Sieg gegen die Campbell Conference All-Stars geführt und dabei Wayne Gretzky, der nur einen Punkt erzielte, weitestgehend aus dem Spiel nehmen können. Aufgrund einer am 18. November 1984 erlittenen Verletzung in der Partie gegen die New Jersey Devils fiel der den Großteil der Saison 1984/85 aus und erzielte bis zum Saisonende nur 27 Scorerpunkte. In einem Tauschgeschäft zwischen den New York Rangers und den Hartford Whalers wurde er am 26. Dezember 1988 zusammen mit Brian Lawton und Norm Maciver im Tausch gegen Carey Wilson und einem Fünfrunden-Draftpick zu den Whalers abgegeben.
Für die Hartford Whalers absolvierte er bis zum Ende der Spielzeit 1988/89 insgesamt 25 Spiele, in denen er 14 Punkte erzielte. In der ersten Playoff-Runde verlor er mit der Mannschaft in vier Partien gegen die Montréal Canadiens, davon wurden zwei Spiele in der Overtime entschieden. Nachdem sein auslaufender Vertrag nicht verlängert worden war, unterzeichnete er am 25. August 1989 als Free Agent einen Vertrag bei den New York Islanders. Maloney stand zwei Jahre bei den Islanders unter Vertrag und konnte sich dabei mit dem Team einmal für die Endrunde qualifizieren. Nach der Saison 1990/91, in der er zwölf NHL-Partien bestritt und fünf Punkte verbuchte, beendete er schließlich seine aktive Laufbahn.

#### International
Maloney vertrat sein Heimatland bei der Weltmeisterschaft 1985, als er mit der kanadischen Nationalmannschaft beim Turnier den zweiten Rang belegte. Bei seinem acht Turniereinsätzen erzielte er zwei Punkte.

### Managerkarriere
Nach seinem Karriereende als aktiver Eishockeyspieler begann Maloney eine Laufbahn als Eishockeyfunktionär. Als erste Station übernahm er von 1992 bis 1995 das Amt des General Manager bei den New York Islanders. Während der Saison 1995/96 wurde er von Mike Milbury abgelöst. Zunächst wechselte er 1996 für ein Jahr zu den San Jose Sharks und anschließend den New York Rangers. Dort übernahm der den Posten als Vize-Präsident und Assistenz-General Manager von Glen Sather. Am 29. Mai 2007 wurde er als Nachfolger von Michael Barnett zum General Manager der Phoenix Coyotes ernannt. Nachdem das Team in den ersten beiden Spielzeiten den Einzug in die Play-offs verfehlt hatte, gelang in der Saison 2009/10 mit einem Franchise-Rekord von 107 Punkten die Qualifikation für die Endrunde. Obwohl die Mannschaft in der ersten Runde in sieben Partien gegen die Detroit Red Wings unterlag, wurde er als bester General Manager des Jahres ausgezeichnet. Maloney erhielt am 2. Juni 2010 den NHL General Manager of the Year Award, der 2010 erstmals verliehen wurde.
Nach der Saison 2015/16 wurde Maloney aufgrund anhaltender Misserfolge entlassen. Anschließend sicherten sich die Calgary Flames seine Dienste, wo er ab 2017/18 als Vice President of Hockey Operations tätig war. Als der Vertrag von Brad Treliving nach der Saison 2022/23 nicht verlängert wurde, wurde Maloney zum President of Hockey Operations befördert und zugleich interimsweise zum General Manager ernannt, wobei er in der folgenden Off-Season eine reguläre Nachfolge als „GM“ einstellen sollte. Diese fand sich nur wenig später in Craig Conroy.

## Erfolge und Auszeichnungen
- 1983 Teilnahme am NHL All-Star Game
- 1984 Teilnahme am NHL All-Star Game
- 1985 Silbermedaille bei der Weltmeisterschaft
- 2010 NHL General Manager of the Year Award

## Karrierestatistik

### International
Vertrat Kanada bei:
- Weltmeisterschaft 1985

(Legende zur Spielerstatistik: Sp oder GP = absolvierte Spiele; T oder G = erzielte Tore; V oder A = erzielte Assists; Pkt oder Pts = erzielte Scorerpunkte; SM oder PIM = erhaltene Strafminuten; +/− = Plus/Minus-Bilanz; PP = erzielte Überzahltore; SH = erzielte Unterzahltore; GW = erzielte Siegtore; 1 Play-downs/Relegation; Kursiv: Statistik nicht vollständig)